# Heidelbachtal
Das Heidelbachtal ist ein im Erzgebirge, zwischen Drebach und Wolkenstein gelegenes Bachtal in Sachsen. Es ist Teil des NATURA 2000-Schutzgebietes Zschopau-Tal. Der Heidelbach und mehrere Teilflächen seines Tals sind als Flächennaturdenkmale geschützt.

## Geographische Lage
Das Heidelbachtal ist ein linkes Seitental des Zschopau-Tales zwischen Drebach, Schönbrunn, Falkenbach und Ehrenfriedersdorf. Es verläuft etwa parallel zum nordwestlich benachbarten Tal, in welchem Drebach liegt.

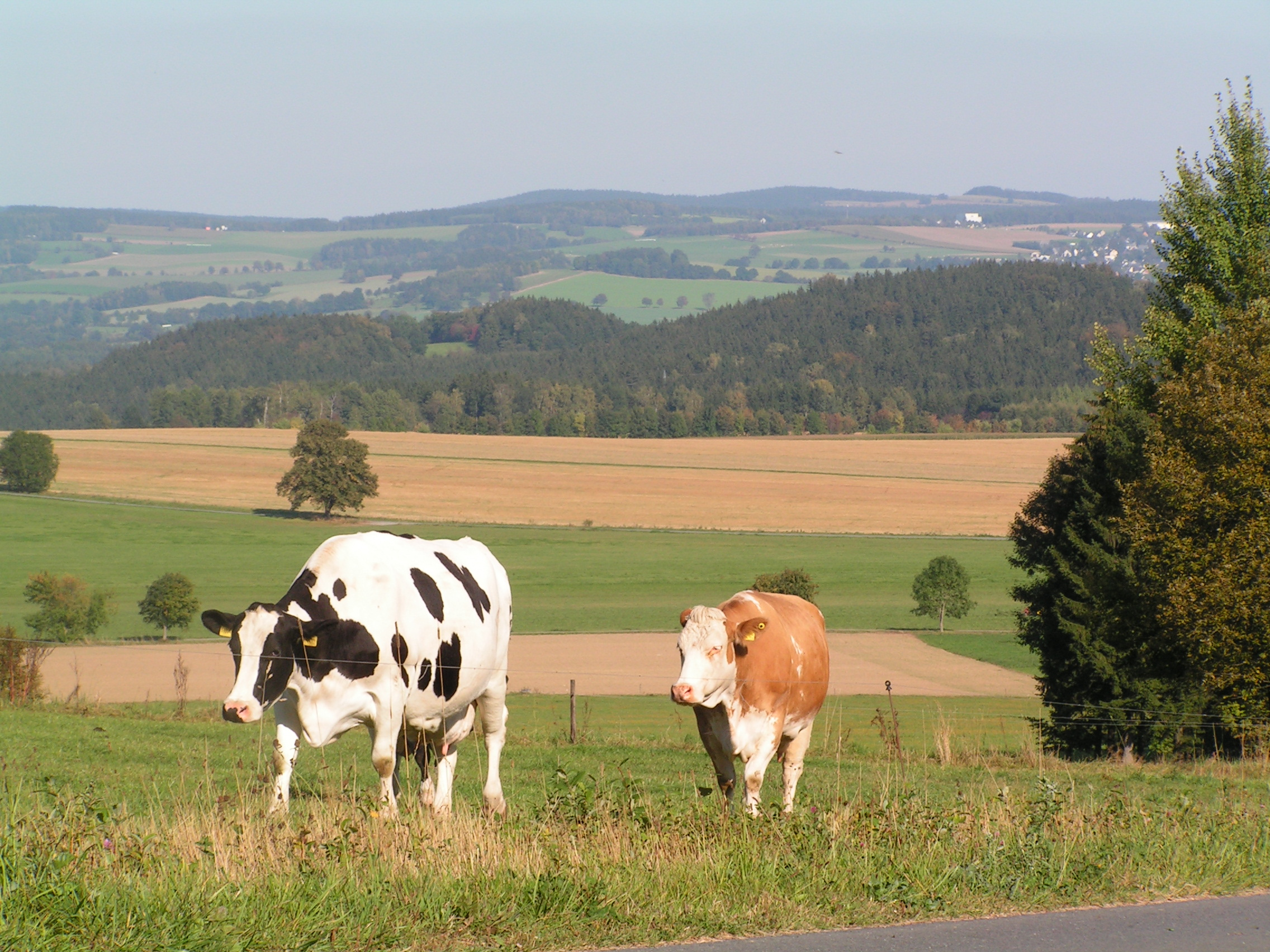
Blick auf das Heidelbachtal

Der namensgebende Heidelbach beginnt im Nordosten des Sauberges auf Ehrenfriedersdorfer Flur und durchfließt das Tal nach Nordost, bis er unweit der Siedlung Floßplatz auf Hopfgartner Flur in die Zschopau mündet.

## Flächennaturdenkmale
Im März 1977 wurden durch Beschluss des Rates des Kreises Zschopau vorerst vier Flächen als Naturdenkmal ausgewiesen. Davon liegen drei im Gebiet der Gemeinde Drebach.

### Heidelbach
Der Heidelbach (Bachlauf) bildet ein fast fünf Kilometer langes, aber nur wenige Meter breites Schutzgebiet. 
Allgemein kann man hier seltene Vogelarten wie zum Beispiel Eisvögel oder Wasseramseln leicht beobachten. Etwa seit dem Jahre 2000 ist in den umgebenden Fichten-Wäldern eine Herde von etwa 20 Europäischen Mufflons heimisch.

### An derFaulen Brücke
Dieses auch als Heidelbachtal III bezeichnete Schutzgebiet stellt eine Flach- und Zwischenmoorfläche dar. Dort wachsen unter anderem Binsen und Seggen, sowie die erzgebirgstypischen Arten des grünen Torfmooses und Borstgrases. Des Weiteren findet man Sumpfpflanzen, wie Fettkraut, Fieberklee, Läusekraut und die typische Erzgebirgspflanze Bärwurz. Letztere in großen Mengen.

### Schenkwiesean der Schafschwemme
Das Gebiet wird auch als Heidelbachtal II bezeichnet. Die Schenkwiese ist eine Nasswiese mit wenigen geschützten Orchideenarten. In dieser Biozönose wachsen auch andere feuchtigkeitsliebenden Arten, wie etwa der rundblättrige Sonnentau.

### Unteres Heidelbachtal
Das auch als Heidelbachtal I bezeichnete Gebiet gehört zur Gemeinde Großolbersdorf. Es liegt zwischen der Heidelbachmühle und der Bachmündung in die Zschopau. Es gibt einige seltene Orchideen, sowie kalkliebende Gewächse. In diesem Gebiet befand sich bis 1901 das Kulturdenkmal Kalkwerk Heidelbach, welches 1746 erstmals urkundlich erwähnt wird.

## Bauwerke
- Die sogenannte Kunstmauer im oberen Abschnitt ist Teil eines ehemaligen Bergbaubetriebes.
- Im unteren Teil des Tales befinden sich die sogenannte Heidelbachmühle und die Försterei, in deren Nähe in früheren Zeiten mehrere Kalköfen (Kalkwerk) standen.

## Regelmäßige Veranstaltungen
- Etwa in der Mitte des Tals befinden sich die sogenannten Fischteiche, an denen alljährlich am Pfingstwochenende das Heidelbachtalfest stattfindet.